# ベルナリオ郡 (ニューメキシコ州)
ベルナリオ郡（英: Bernalillo County）は、アメリカ合衆国ニューメキシコ州にある郡。人口は67万6444人（2020年）。郡庁所在地はアルバカーキである。アルバカーキの北の町ベルナリオはベルナリオ郡ではなく、サンドヴァル郡の郡庁所在地である。郡の名前は、ベルナリオの町にちなんだか、あるいは17世紀にこの場所に住んでいたゴンザレス・ベルナル家に由来する。

## 地理
総面積は3,027 km² (1,169 mi² )。陸地面積は3,020 km² (1,166 mi²)で、水面積は7 km² (3 mi²)で全体の0.22%である。

## 近接する郡
- サンドヴァル郡 (ニューメキシコ州)- 北
- サンタフェ郡 (ニューメキシコ州) - 東
- トランス郡 (ニューメキシコ州) - 東
- ヴァレンシア郡 (ニューメキシコ州) - 南
- シボラ郡 (ニューメキシコ州) - 西

## 人口統計
以下は2000年国勢調査における人口統計データである。
| 基礎データ - 人口: 556,678人 - 世帯数: 220,936世帯 - 家族数: 141,178家族 - 人口密度: 184/km² (477/mi²） - 住居数: 239,074軒 - 住居密度: 79/km² (205/mi²) 人種別人口構成 - 白人: 70.75% - アフリカン・アメリカン: 2.77% - ネイティブアメリカン: 4.16% - アジア人: 1.93% - 太平洋諸島系:0.10% - その他の人種: 16.07% - 混血(2人種間以上の): 4.22% - ヒスパニック・ラテン系: 41.96% 世帯と家族（対世帯数） - 全世帯数: 220,936世帯 - 18歳未満の子供がいる:31.40% - 結婚・同居している夫婦: 46.00% - 未婚・離婚・死別女性が世帯主: 12.90% - 非家族世帯: 36.10% - 単身世帯: 28.50% - 65歳以上の老人1人暮らし: 7.90% - 平均構成人数 - 世帯: 2.47人 - 家族: 3.06人 | 年齢別人口構成 - 18歳満: 25.30% - 18-24歳: 10.30% - 25-44歳: 30.40% - 45-64歳: 22.40% - 65歳以上: 11.50% - 年齢の中央値: 35歳 - 性比（女性100人あたり男性の人口） - 総人口: 95.50人 - 18歳以上: 92.90人 収入と家計 - 収入の中央値 - 世帯: 38,788米ドル - 家族: 46,613米ドル - 性別 - 男性: 33,720米ドル - 女性: 26,318米ドル - 人口1人あたり収入: 20,790米ドル - 貧困線以下 - 対家族: 10.20% - 対人口: 13.70% - 18歳未満: 17.90% - 65歳以上: 9.10% |

## 主な市および町
- アルバカーキ
- Carnuel
- Cedar Crest
- Chilili
- Isleta Village Proper
- Los Ranchos de Albuquerque
- North Valley
- Rio Rancho
- South Valley
- Tijeras